# コージ苑
『コージ苑』（コージえん）は、相原コージによる4コマギャグ漫画。『ビッグコミックスピリッツ』（小学館）に1985年22号から1988年4・5合併号まで連載された。当時人気を博したいわゆる「不条理マンガ」の元祖的な作品。命名の由来は辞典『広辞苑』と原作者のペンネーム。

## 概要
連載1回目は「あ」で始まる言葉を題材にし、2回目は「い」、3回目は「う」と、連載が進むにつれて四コマ漫画の辞典が出来上がるという趣向であった。基本的に、毎回1または2コマ漫画1本と4コマ漫画5本の組み合わせである。
1986年までの第一版、1987年の第二版（連載時と単行本化時とで構成など幾分違いが見られる）、1988年の第三版（人名辞典が付与された）に大別される。なお、単行本化の際は本家（?）『広辞苑』に範をとった構成・製本を行っていた。
本作執筆に至るまでの相原の苦労や、当時の彼の主観を滲ませた内容の作品も散見される。
また当初は伝統的な4コマ漫画の「起承転結」スタイルだったが、次第にそれを破壊するような独特なスタイルや、同じキャラが登場する連作漫画（いわゆる「大河4コマ漫画」）のスタイルを取りいれていった。

## 登場人物
- 丸山君（まるやまくん）

本作品の主人公的存在。お調子者で、時折寒いギャグを繰り出す性質を持つ。